# Nylanda
Nylanda är en stadsdel i Växjö som skapades år 2022. Stadsdelen ligger väster om Växjö-Kronobergs flygplats. Nylanda är ett verksamhetsområde, och detaljplanen tillåter bebyggelse av lager/logistik, kontor, hotell/restaurang, verkstäder, tillverkningsindustri, viss partihandel och drivmedelsförsäljning.
Samtidigt som Nylanda skapades även den nya stadsdelen Telestad. Antalet stadsdelar i Växjö ökade därmed från 17 till 19.